# Sukaraja (Logas Tanah Darat)
Sukaraja is een bestuurslaag in het regentschap Kuantan Singingi van de provincie Riau, Indonesië. Sukaraja telt 2227 inwoners (volkstelling 2010).